# Irthlingborough
Irthlingborough är en stad och en civil parish i kommunen North Northamptonshire i England. Orten har 8 535 invånare (2011). Byn nämndes i Domedagsboken (Domesday Book) år 1086, och kallades då Erdi(n)burne.